# برايان بانكس
برايان بانكس (بالإنجليزية: Brian Banks)‏ هو سياسي أمريكي، ولد في 15 نوفمبر 1976 في ديترويت في الولايات المتحدة. حزبياً، نشط في الحزب الديمقراطي. وقد انتخب عضو مجلس نواب ميشيغان ‏.

## وصلات خارجية
- الموقع الرسمي